# Самолёт уходит в 9
«Самолёт уходит в 9» — советская мелодрама 1960 года режиссёра Юрия Лысенко.

## Сюжет
Молодая девушка Люба, оставшись в войну сиротой, бросила школу и пошла работать. Молодой человек, которого она любила, бросил её, оставив с маленькой дочкой на руках. Люба работает официанткой, встречается с Сергеем, который, однако, не хочет жениться на Любе из-за того, что у неё есть ребёнок. Дочка Леночка растёт, и вот уже идёт в школу, заканчивает первый класс и приносит домой награду за хорошую учёбу — это побуждает Любу пойти учиться в вечернюю школу, где она знакомится с инженером-монтажником Юрием Долиной. Он помогает ей в учёбе, и не только — он пробуждает у Любы уже потерянную веру в людей, между ними возникает любовь. Когда учёба заканчивается и Долину направляют на строительство в командировку, Люба и Леночка, которая уже привязалась к Долину, улетают вместе с ним.

## В ролях
- Сильвия Сергейчикова — Люба
- Анатолий Федоринов — Юрий Тарасович Долина
- Юрий Боголюбов — Сергей
- Наташа Галян-Никольская — Леночка
- Анна Николаева — Клавдия
- Константин Артеменко — муж Клавдии
- Полина Куманченко — тетя Паня
- Артем Тарский — Артём Сергеевич, начальник ГРЭС
- Владимир Божко — Антон, монтажник
- Тамара Алёшина — Ксения Головко
- Алла Ролик — Тамара
- Виктор Плотников — «академик» на уроке русского языка